# Martínkovice
Martínkovice (en allemand : Märzdorf) est une commune du district de Náchod, dans la région de Hradec Králové, en Tchéquie. Sa population s'élevait à 507 habitants en 2020.

## Géographie
Martínkovice se trouve à 5 km au sud du centre de Broumov, à 20 km au nord-est de Náchod, à 53 km au nord-est de Hradec Králové et à 146 km à l'est-nord-est de Prague.
La commune est limitée par Křinice et Broumov au nord, par Otovice à l'est, par Božanov au sud, et par Suchý Důl à l'ouest.

## Histoire
La première mention écrite de la localité date de 1255.